# Шестово (Плесецкий район)
Шестово — село в Плесецком районе Архангельской области России. Находится на западе Архангельской области у реки Емца. Входит в Савинское городское поселение.

## География
Шестово находится у посёлка Савинский, на расстоянии 3 километра по автомобильной дороге. Расстояние до города Архангельск по железной дороге 205 км от станции Савинский, до которой 4 км по автомобильной дороге. До Архангельска по автомобильной дороге более 260 км. С села Шестово до Архангельска по прямой линии 180 км. До посёлка Плесецк — 34 км.

## Демография
| 2002 | 2010 | 2012 |
| ---- | ---- | ---- |
| 57   | ↘31  | ↗41  |

Численность населения деревни, по данным Всероссийской переписи населения 2010 года, составляла 31 человек. Численность населения на 1.01.2010 — 32 человека.

## Экономика
Объект федеральной почтовой связи, находится в посёлке Савинский. В одном километре находится «Шестовское» кладбище. В селе примерно 40 деревянных домов, все построены во времена ВОВ, некоторые и раньше. Работает один сельский продуктово-хозяйственный магазин.

## Достопримечательности
Возле магазина расположен памятник в память о Великой Отечественной войне.

## Флора и фауна
От реки Емца к деревне протекает небольшая речка. В 4 км по грунтовой дороге находится озеро Белое.